# Inferno (película de 2016)
Inferno es una película estadounidense de 2016, dirigida por Ron Howard y escrita por David Koepp, basada en la novela homónima de Dan Brown. Siendo una secuela de El código Da Vinci y Ángeles y demonios, es la tercera entrega de la serie de películas sobre Robert Langdon, protagonizada por Tom Hanks, repitiendo el papel protagonista, junto a Felicity Jones, Omar Sy, Sidse Babett Knudsen, Ben Foster e Irrfan Khan.
La filmación comenzó el 27 de abril de 2015 en Venecia, Italia y finalizó el 21 de julio de 2015 en Budapest. La película se estrenó en Florencia el 9 de octubre de 2016 y en Estados Unidos el 28 de octubre de 2016 en formatos 3D, 2D e IMAX. Al igual que las películas anteriores, recibió críticas generalmente negativas, y ha recaudado más de 228 millones de dólares a nivel mundial, siendo un éxito para la saga, dado que solo costó 75 millones.

## Argumento
El profesor de la Universidad de Harvard Robert Langdon se despierta en una habitación de hospital en Florencia, Italia, sin recordar lo que ha sucedido en los últimos días, pero está plagado de visiones infernales. La Dra. Sienna Brooks, la médica que lo atiende, revela que sufre de amnesia como resultado de una herida de bala en la cabeza. Un asistente dice que la policía está allí para interrogar a Langdon, pero el oficial resulta ser Vayentha, una asesina, que dispara al asistente mientras camina por el pasillo. Brooks ayuda a Langdon a escapar y ellos huyen a su apartamento.
Entre las pertenencias personales de Langdon, Langdon y Brooks encuentran un  Puntero de Faraday, un proyector de imágenes en miniatura con una versión modificada del Mapa del Infierno de Sandro Botticelli, que a su vez se basa en El Infierno de Dante. Pronto se dan cuenta de que esta es la primera pista en un rastro dejado por Bertrand Zobrist, un villano peligrosamente inestable que creía que eran necesarias medidas rigurosas para reducir la creciente población de la Tierra y que se suicidó tres días antes, después de haber sido perseguido por agentes armados del gobierno.
Langdon y Brooks se dan cuenta de que Zobrist, que estaba obsesionado con Dante, ha creado una super arma ficticia que ha apodado "Inferno", con el potencial de aniquilar a la mitad de la población mundial. Mientras tanto, tanto Vayentha como agentes del gobierno los han localizado, intentan allanar el apartamento y los obligan a huir nuevamente. Los agentes del gobierno están encabezados por Elizabeth Sinskey, una antigua amante de Langdon. Vayentha informa a su empleador Harry Sims, el director ejecutivo de una empresa de seguridad privada llamada "The Consortium", que actúa en nombre de Zobrist, quien le da instrucciones para matar a Langdon ya que se había convertido en un lastre.
El conocimiento de Langdon del trabajo y la historia de Dante, y de pasajes ocultos en Florencia, les permite a los dos seguir pistas como letras y frases que conducen a varios lugares en Florencia y Venecia, mientras inadvertidamente matan a Vayentha y evaden a los agentes. En el camino, Langdon descubre que ayudó a un amigo suyo a robar y ocultar el Dante máscara de la muerte, una pista crucial, evento que tampoco recuerda. Zobrist le había proporcionado a Sims un mensaje de video sobre el ataque, que se transmitirá después de su lanzamiento. Conmocionados por su contenido, Sims se alía con Sinskey para evitar el brote. Sin embargo, Langdon y Brooks son contactados por Christoph Bouchard, un hombre que supuestamente trabaja para el gobierno, y les advierte que Sinskey tiene una doble agenda y está tras el Inferno para su propio beneficio. Los tres cooperan durante un tiempo, hasta que Langdon se da cuenta de que Bouchard está mintiendo y busca sacar provecho del propio Inferno, lo que obliga al dúo a huir por su cuenta nuevamente.
Langdon se da cuenta de que el ataque está en Hagia Sophia en Estambul. Con ese conocimiento, Brooks abandona a Langdon, revelando que ella era la amante de Zobrist y que asegurará la liberación del arma. Zobrist y Brooks solían jugar juegos de  búsqueda del tesoro; este rastro era el plan de respaldo en caso de que algo le sucediera a Zobrist. Langdon es recapturado por Bouchard, pero Sims mata a Bouchard y rescata a Langdon, quien luego vuelve a formar equipo con Sinskey, quien le pidió ayuda para interpretar las imágenes del puntero de Faraday. Sims revela que fue contratado por Brooks para secuestrar a Langdon cuando Zobrist había sido asesinado, y drogarlo con benzodiazepina para inducir una pérdida de memoria; los eventos en el hospital fueron todos escenificados.
Se dan cuenta de que el arma está en una bolsa de plástico escondida bajo el agua en la Cisterna Basílica en Estambul. El equipo de agentes, junto con Langdon, Sims y Sinskey, corre para localizar y asegurar la bolsa, mientras Brooks y sus aliados intentan detonar un explosivo que romperá la bolsa y  aerosolizar el arma. Sims es asesinado por Brooks, y cuando Langdon se enfrenta a ella, ella intenta soltar el arma provocando un atentado suicida. La detonación puede romper la bolsa, pero debido a que ya estaba atrapada en una unidad de contención especial, el arma se aseguró a tiempo, y después de luchar en vano contra Sinskey y Langdon para destruir el contenedor, los aliados de Brooks mueren. Luego se toma el arma y Langdon regresa a Florencia para devolver la máscara de la muerte de Dante.

## Reparto
- Tom Hanks como Robert Langdon: Profesor de simbología en la Universidad de Harvard.[4]
- Felicity Jones como Sienna Brooks: Una doctora que ayuda a escapar a Langdon.[5]
- Omar Sy como Christoph Bouchard: Cabeza del equipo SRS.[5]
- Ben Foster como Bertrand Zobrist: Un transhumanista científico, intenta resolver el problema de la sobrepoblación del mundo.[6][7]
- Irrfan Khan como Harry "El Preboste" Sims: La cabeza del Consorcio, ayuda a Zobrist en su misión.[5]
- Sidse Babett Knudsen como Elizabeth Sinskey: Cabeza de la Organización Mundial de la Salud.[5]
- Ana Ularu como Vayentha: Agente del Consorcio en Florencia, quien tiene órdenes de seguir a Langdon.[7]
- Jon Donahue como Richard.[7]

## Producción
El 16 de julio de 2013, Sony Pictures Entertainment designa a Ron Howard para dirigir la cuarta novela de Dan Brown en la serie de apariciones de Robert Langdon, Inferno, con David Koepp como el escritor del guion. Imagine Entertainment se fijó para producir la película, mientras que Tom Hanks repetirá su papel como Robert Langdon. El 26 de agosto de 2014, Sony había finalizado un acuerdo con Howard y Hanks, y fijaron el inicio de la producción en Italia en abril. Brian Grazer acompañará a Howard en la producción de la película.
El 2 de diciembre, Felicity Jones tuvo conversaciones que finalmente terminaron en su incorporación al elenco de la película. El 17 de febrero de 2015, el estudio reveló el elenco confirmado para la película, incluyendo a Jones como la Dr. Sienna Brooks, Omar Sy como Christoph Bruder, Irrfan Khan como Harry "El Preboste" Sims, y Sidse Babett Knudsen como Elizabeth Sinskey, la presidenta de la Organización Mundial de la Salud. Ben Foster estaba listo para el papel del villano desconocido, el 10 de marzo de 2015.

### Filmación
La filmación comenzó el 27 de abril de 2015 en Venecia, Italia, y continuó en Florencia, a finales de abril. Las escenas al aire libre con Tom Hanks se filmaron cerca del Palazzo Vecchio y en otros lugares en el centro histórico de la ciudad en mayo de 2015. Algunas partes fueron filmadas en un edificio de apartamentos cerca del Ponte Vecchio, en Florencia. Un vuelo a baja altura tomo algunas fotos aéreas de los puntos de referencia de Florencia, su río y los puentes, que fueron filmadas en ese mismo mes . Al 5 de junio de 2015, la mayoría de la película estaba prevista que se rodará en Budapest, Hungría. El rodaje finalizó el 21 de julio de 2015.
Durante el rodaje de la película, su nombre en clave, fue "Headache (dolor de cabeza)", lo que puede ser una referencia a una conmoción cerebral sufrida por Robert Langdon al principio de la historia.

## Estreno
En julio de 2013, Sony fijó la película para estrenarse el 18 de diciembre de 2015. Sin embargo, debido a que en esa misma fecha se estrenaba Star Wars: Episodio VII - El despertar de la Fuerza, la fecha fue cambiada desde el 18 de diciembre de 2015 al 14 de octubre de 2016. A principios de 2016, la fecha de lanzamiento fue desplazada un poco más, al 28 de octubre de 2016. Fue lanzado en ambos formatosː 2D y 3D.
El 9 de mayo de 2016, Sony Pictures lanzó el primer tráiler de la película. La película se estrenó en Florencia, Italia el 8 de octubre de 2016, en el New Opera Theatre, también se estrenó en la India el 13 de octubre de 2016 debido a la popularidad del actor Irrfan Khan.

### Taquilla
A partir del 13 de noviembre de 2016, Inferno ha recaudado $ 31.6 millones en Norteamérica y $ 195 millones en otros territorios por un total mundial de $ 228.5 millones, contra un presupuesto de producción de $ 75 millones.
En los Estados Unidos y Canadá, se esperaba inicialmente que Inferno superara la taquilla con alrededor de $25 millones de dólares, en 3.546 cines en su fin de semana de estreno. Hizo $ 800.000 dólares en adelantos de la noche del jueves y $5.6 millones en su primer día, rebajando las proyecciones del fin de semana a $15 millones. Terminó estrenándose con $14.9 millones, acabando en el segundo lugar de la taquilla detrás de Boo! A Madea Halloween y marcó la cuarta desilusión interna consecutiva para el director Ron Howard.
A nivel internacional, la película fue lanzada dos semanas antes de su debut en Norteamérica, a través de 53 mercados de ultramar (cerca del 66% de su mercado internacional total) para evitar la competencia con Doctor Strange de Marvel Studios. Terminó en el primer lugar en la taquilla en 45 de esos países. En total, se estrenó con 49,7 millones de dólares, de los cuales 2,6 millones provienen de los cines IMAX, la segunda mayor cantidad de octubre. Cayó un 49% en su segundo fin de semana, ganando $28.9 millones de 58 mercados y fue superado por Jack Reacher: Never Go Back en la lista. Italia, donde la película fue filmada en parte, entregó la mayor apertura con 5 millones de dólares. A esto le siguió Alemania ($ 4,4 millones), donde compitió por el No. 1 con el largometraje animado Finding Dory. En Rusia también abrió con 4,4 millones de dólares, seguido por el Reino Unido e Irlanda (3,8 millones de dólares), España (2 millones de dólares) España, solo detrás de Un monstruo viene a verme. y Holanda (1,2 millones de dólares). El debut de £ 2,97 millones de euros de Inferno en la U.K. es considerablemente menor que el primero (£ 9.50 millones) y el de la segunda película (£ 6.05 millones). En América Latina, la película debutó primero en 11 mercados, ganando un combinado de $9 millones. Brasil lideró con $ 4 millones, seguido por México ($ 2.6 millones). Algo similar sucedió en el sureste de Asia, con su estreno en seis de los siete mercados por un combinado de $ 6 millones. Japón (3,3 millones de dólares), Taiwán (1,7 millones de dólares), India (1,3 millones de dólares) e Indonesia (1 millón de dólares) En China, abrió en el número uno con $ 13.3 millones. En Oceanía,en Australia reacudó1,8 millones de dólares. Inferno abrió a número uno en el Medio Oriente para un total regional de $ 1.8 millones. La película se estrenó en Francia el 9 de noviembre y recaudó 24,3 millones de dólares en su primer fin de semana de estreno.

### La respuesta de la crítica
Inferno recibió críticas generalmente negativas de los críticos. El sitio web especializado en críticas cinematográficas, Rotten Tomatoes le dio a la película una calificación de aprobación del 21%, basada en 195 revisiones, con una calificación promedio de 4.5 / 10. En "Metacritic, la película tiene una puntuación normalizada de 42 de cada 100, basada en 47 críticos, lo que le indica a la película de Robert Langdon, "Revisiones mixtas o del promedio". En CinemaScore, el público le dio a la película una calificación promedio de "B +" en una escala de A + a F.
El crítico de cine británico Mark Kermode le dio a la película una crítica negativa, llamándola «intergalácticamente estúpida». Cinema Blend escribió que Inferno es «insufrible, y mientras estás obviamente destinada a tomar Inferno con una pizca de sal, es tan absurda y estúpida que esta ráfaga de palomitas de maíz se vuelve cada vez más nauseabunda».

## Diferencias con el libro
- En el libro el preboste no tiene tanto protagonismo y es arrestado junto con el agente Ferris (no mencionado en la película).
- En la película se omite la parte en la que Langdon y Sinskey están hablando antes de que le colocaran la inyección a Langdon.
- En la película el virus de Zobrist planea asesinar a la mitad de la población humana, mientras que en el libro, solo quiere esterilizar a un tercio de la población mundial. Esto por sí solo retrata a un Zobrist con una mentalidad totalmente diferente del Zobrist de la novela, cuyos métodos para "salvar el mundo" eran radicalmente distintos. El Zobrist de la novela, al ser un transhumanista, no pensaba que la solución a la superpoblación consistiera simplemente en poner fin a la misma (en el fondo, solo temporalmente) quitándole la vida a un cierto número de seres humanos con tal de evitar temporalmente que la cantidad total siguiera aumentando (como sucedió a raíz de la Peste Negra), sino que su objetivo era asegurar la supervivencia de la especie humana permanentemente, quitándole a una cierta cantidad de individuos la capacidad de reproducirse con tal de prevenir el nacimiento de seres humanos que, debido a la superpoblación, tendrían que vivir en condiciones inhumanas, y en última instancia, de provocar el final definitivo del incremento de la población mundial y una progresiva reducción de dicha cantidad.
- En la película crean a un personaje llamado Christoph Bouchard que en el libro no existe y en realidad es un soldado de la AVI llamado Brüder y no es un antagonista ni es asesinado.
- En la película Sienna es una villana encubierta, ya que, además de seguir amando perdidamente a Zobrist al mismo grado que cuando le conoció (a pesar de su muerte), apoya plenamente su causa, y no muestra remordimiento o arrepentimiento por contribuir a su causa, llegando incluso a traicionar la confianza que Langdon había depositado en ella, al dejar encerrado a Langdon en un recinto del que no podía salir para que no pudiera impedirle a Sienna llevar a cabo la última voluntad de Zobrist, además de tener el cabello castaño oscuro, en el libro ella exhibe una mentalidad diferente, dado que no apoyaba la idea de Zobrist de volver estéril a un tercio de la humanidad, entre otras razones, porque en su opinión crear el virus implicaba crear una forma de hacer daño a la humanidad de forma irreversible, si por ejemplo cayera en manos de terroristas o de un gobierno u organización internacional, dado que se traduciría en arriesgarse a que se le diera mal uso a esta capacidad (en el libro ella pone como ejemplo la forma en que investigaciones sobre virus realizadas por la OMS o el CDC estadounidense llevaron a la creación de las armas biológicas), incluso se sentía horrorizada cuando descubrió que Zobrist realmente había logrado crear el patógeno y aún más, que tenía la intención seria de dispersarlo a lo largo del mundo, además de que es calva y utiliza una peluca rubia.
- En la película Langdon se da cuenta de que está en Florencia viendo el Palazzo Vecchio con las luces de su habitación apagadas, en el libro también se da cuenta de que está en Florencia de estas maneras solo que, en vez de mirar a l Palazzo directamente, lo ve reflejado en un espejo.
- En el libro, nadie estaba a cargo de propagar el virus de Zobrist, mientras que en la película estaban Sienna y dos acompañantes más.
- En el libro Langdon y Sinskey tienen una relación poco más de laboral, mientras que en las películas, ya se conocieron y en el pasado fueron novios, se separaron debido a que Langdon no quería dejar sus estudios en Cambridge y a Elizabeth le ofrecieron el puesto de directora de la OMS.
- En el libro el doctor Marconi es un agente del Consorcio llamado Ferris, en la película también es un agente del Consorcio, pero no tiene otras apariciones más.
- El desenlace de la película es radicalmente distinto al de la novela; mientras que en la película se consigue impedir a tiempo que el virus de Zobrist se propague, salvando a la mitad de la población mundial, en la novela se fracasa en el logro de este objetivo, dejando a los seres humanos obligados a aceptar el hecho de que un tercio de la población mundial es ahora estéril como un cambio irreversible, dado que no se conoce una forma segura de revertir el efecto del virus.